# Elkalyce amyntula
Elkalyce amyntula är en fjärilsart som beskrevs av Jean Baptiste Boisduval 1852. Elkalyce amyntula ingår i släktet Elkalyce och familjen juvelvingar. Inga underarter finns listade i Catalogue of Life.